# Morbier (fromage)
Pour les articles homonymes, voir Morbier.
Morbier est une appellation d'origine désignant un fromage de lait cru de vache à pâte pressée non cuite, fabriqué dans le massif du Jura dans l'est de la France. Il tire son nom du bourg jurassien de Morbier. Il est caractérisé par une fine couche de cendres en son centre. L'appellation morbier est protégée grâce à une AOP depuis 2002.
Sa meilleure période de consommation s'étend de janvier à mars.

## Historique

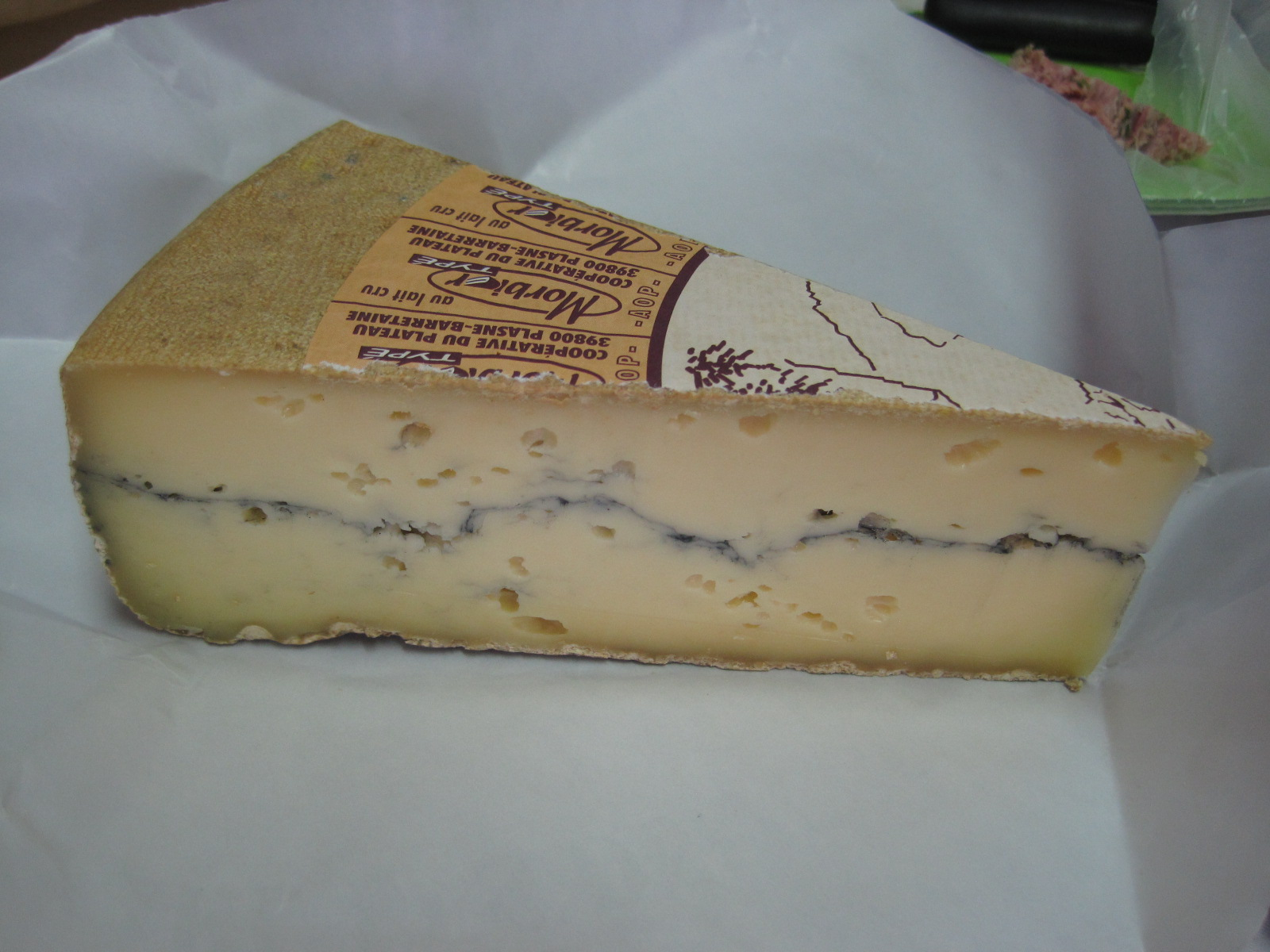
Morbier

La production fromagère historique du massif du Jura est le comté, depuis le Moyen Âge. On retrouve les premières traces écrites du morbier avec sa raie noire centrale horizontale obtenue par enduction de charbon végétal, à la fin du XVIIIe siècle : il serait apparu alors que les fermiers manquaient de lait en hiver pour la préparation du comté, le fromage noble destiné à la vente. Les paysans du pays de Morbier prirent l'habitude de fabriquer un autre fromage à partir de la traite du soir. Ils réservaient ainsi le restant de caillé dans une cuve, puis recouvraient une face du pain de caillé disposé dans un moule, d'un mélange de suie et de cendre (récupéré dans l'âtre, « au cul du chaudron », ce mélange permettait de le protéger des insectes et des moisissures indésirables). Le lendemain, après la fabrication des comtés, le reste de la traite du matin servait à confectionner un nouveau caillé versé par-dessus le pain, finissant de remplir le moule, ce qui permettait de créer un fromage plus épais et de meilleure conservation. Le morbier était donc exclusivement un fromage fermier obtenu pour la propre consommation des paysans,.

## Terroir

### Aire géographique
L'aire géographique comprend la zone dans laquelle doivent obligatoirement avoir lieu la production de lait, la fabrication du fromage et son affinage.
La zone de référence de l'appellation morbier est définie dans les départements de l’Ain, du Doubs, du Jura et de Saône-et-Loire.
Dans le département de l'Ain, l'aire concerne les communes d’Apremont, Bellegarde-sur-Valserine pour la partie correspondant à l’ancienne commune de Coupy, Belleydoux, Champfromier, Charix, Chezery-Forens, Confort, Échallon, Giron, Lancrans, Leaz, Lelex, Mijoux, Plagne, Montanges et Saint-Germain-de-Joux. Dans le département du Doubs, toutes les communes du département sont comprises et dans le département du Jura, toutes les communes sont admises, à l’exception d’Annoire, Aumur, Champdivers, Chemin,
Longwy-sur-le-Doubs, Molay, Peseux, Petit-Noir, Saint-Aubin, Saint-Loup, Tavaux. En Saône-et-Loire l'aire est définie sur les communes de Beaurepaire-en-Bresse, Beauvernois, Bellevesvre, Champagnat, Cuiseaux, Flacey-en-Bresse, Fretterans, Joudes, Mouthier-en-Bresse, Sagy, Saillenard, Savigny-en-Revermont et Torpes.
Cette zone géographique comprend un relief montagneux de nature calcaire. Ce sous-sol et le climat continental et montagnard, humide l'été, favorisent une grande richesse florale et une bonne pousse de l'herbe. L'altitude et le relief escarpé limitent les cultures. Depuis longtemps, le paysage jurassien se partage entre pâturages et forêts. Les conditions climatiques rudes avec de longs hivers et un été en plein air ont forgé la rusticité de la race bovine montbéliarde. La simmental française, issue de la race suisse simmental, a connu une histoire analogue, forgeant aussi sa rusticité.

### Élevage bovin

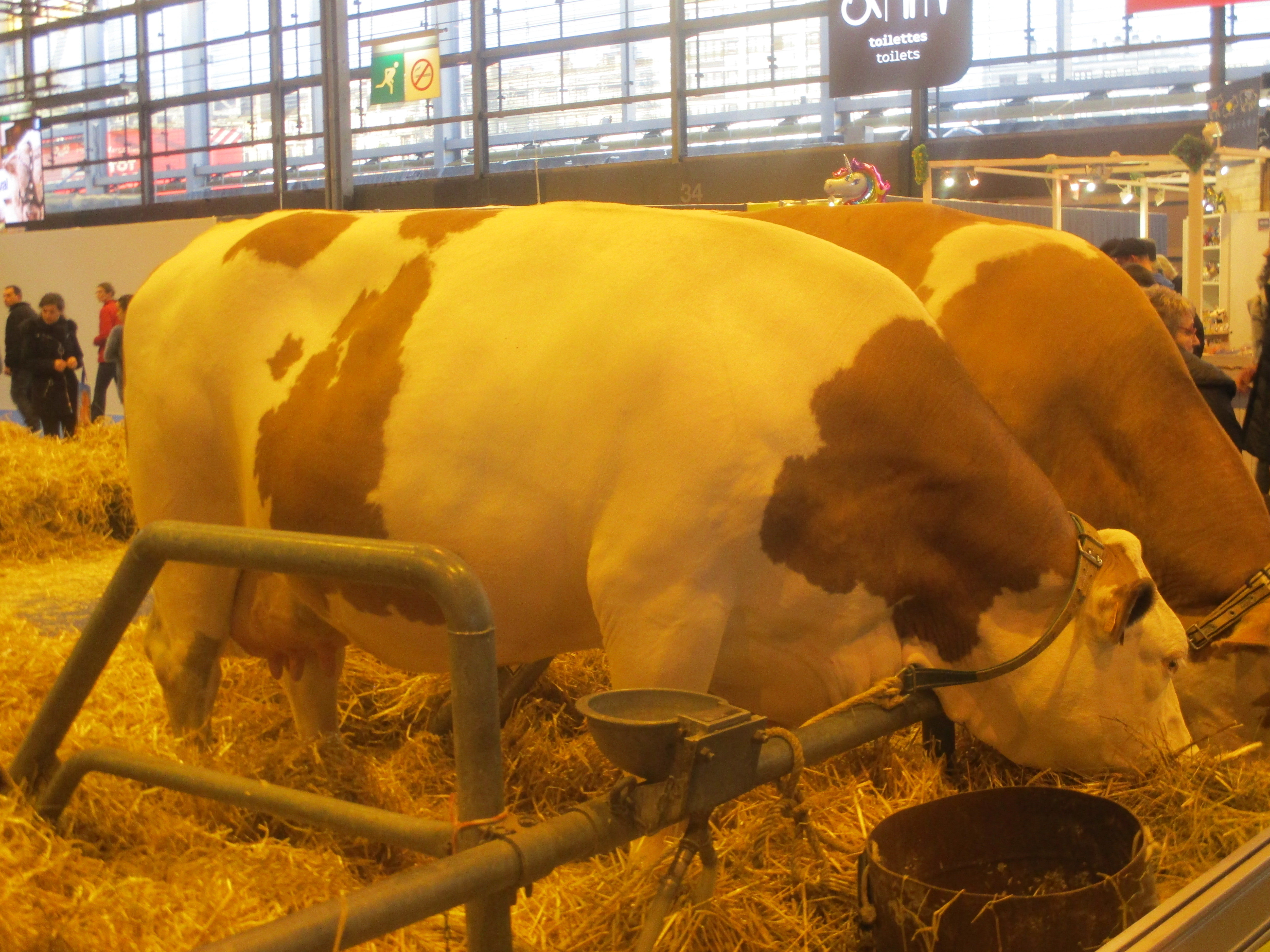
Vaches simmental française au salon international de l'agriculture 2018.

La production laitière doit provenir de vaches de races locales montbéliarde et simmental française, ou au produit du métissage des deux races. Les jeunes femelles et mâles peuvent ne pas être de ces deux races : le croisement boucher est autorisé : les vaches donnent naissance à des veaux croisés avec un taureau de race bouchère, mais tous ces animaux sont destinés à l'engraissement.

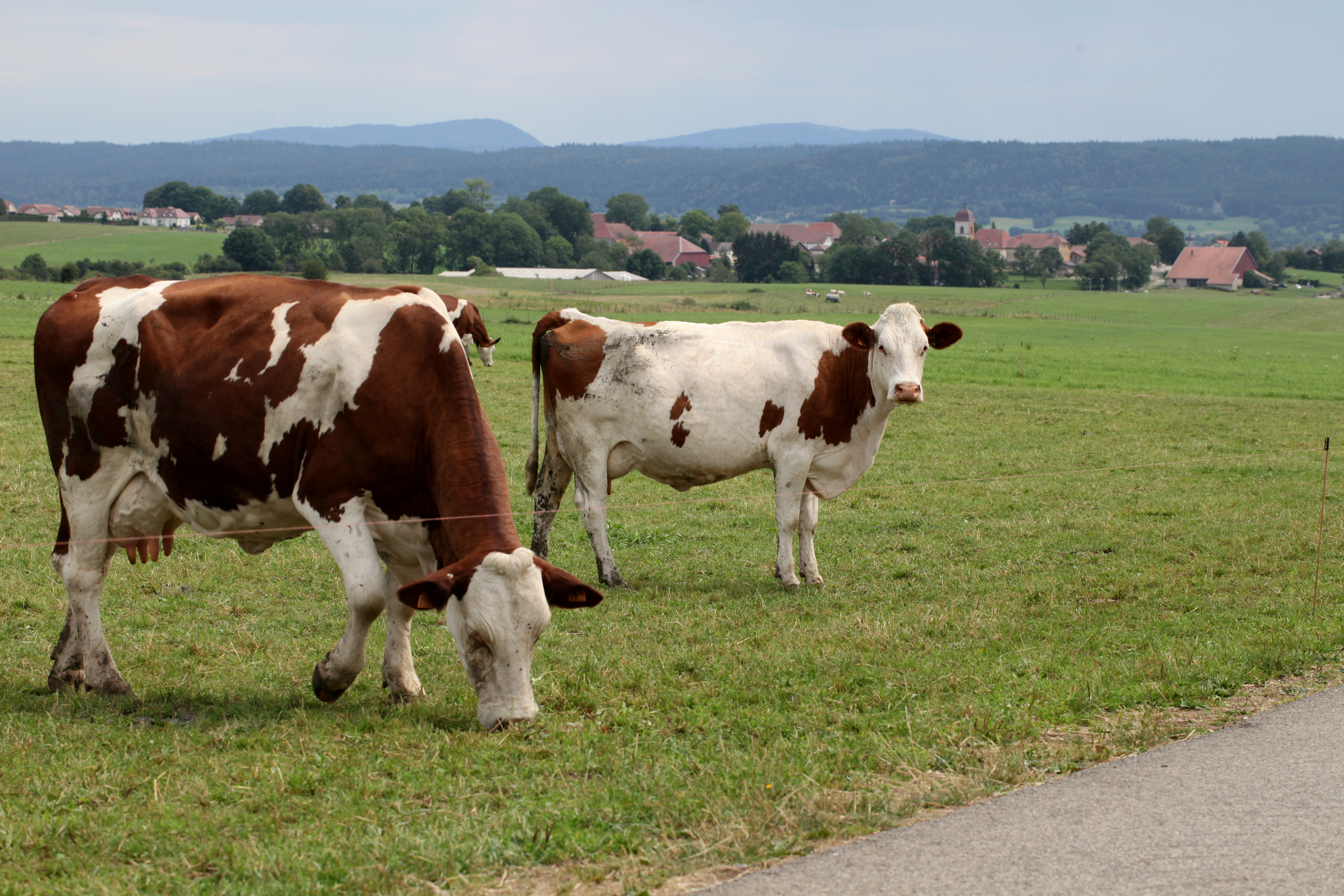
Vaches montbéliardes au pâturage

Les vaches doivent bénéficier d'un hectare de surface fourragère par animal. Les pâturages doivent avoir au moins trois espèces végétales présentes dont au moins une graminée et une légumineuse. Les prairies naturelles doivent être favorisées et la fertilisation limitée.
L'ensilage est interdit pour le troupeau laitier, mais une dérogation est admise pour l'élevage d'autres animaux, à condition de déclarer, par écrit, cette pratique auprès de l'INAO, de séparer le bâtiment d'élevage et le silo étanche de plus de 200 mètres de l'élevage laitier.

## La filière de production
En 2005, l'AOP s'étend sur un million d'hectares et concerne 975 producteurs de lait. Ce lait est livré par 41 transformateurs : deux producteurs fermiers, 26 coopératives et 13 unités industrielles (les principaux producteurs étant en 2013 la coopérative des Monts de Joux à Bannans, la SA Perrin Vermot à Cléron, les Monts et Terroirs à Vevy, la PFCE à Fournets-Luisans (filiale de la coopérative de l'Ermitage basée à Lavernay, la SCAF Fruitière du Mont Rivel à Vannoz). L'affinage est effectué par 53 entreprises.

## Caractéristiques
C'est un fromage au lait cru de vache, à pâte pressée non cuite. Une meule a un poids moyen de 7 kg. En 2018, la fine couche de cendres caractéristique n'est là que pour perpétuer l'aspect du morbier. Pour pouvoir utiliser commercialement l'appellation « morbier », le fromage doit être affiné pendant au moins 45 jours.

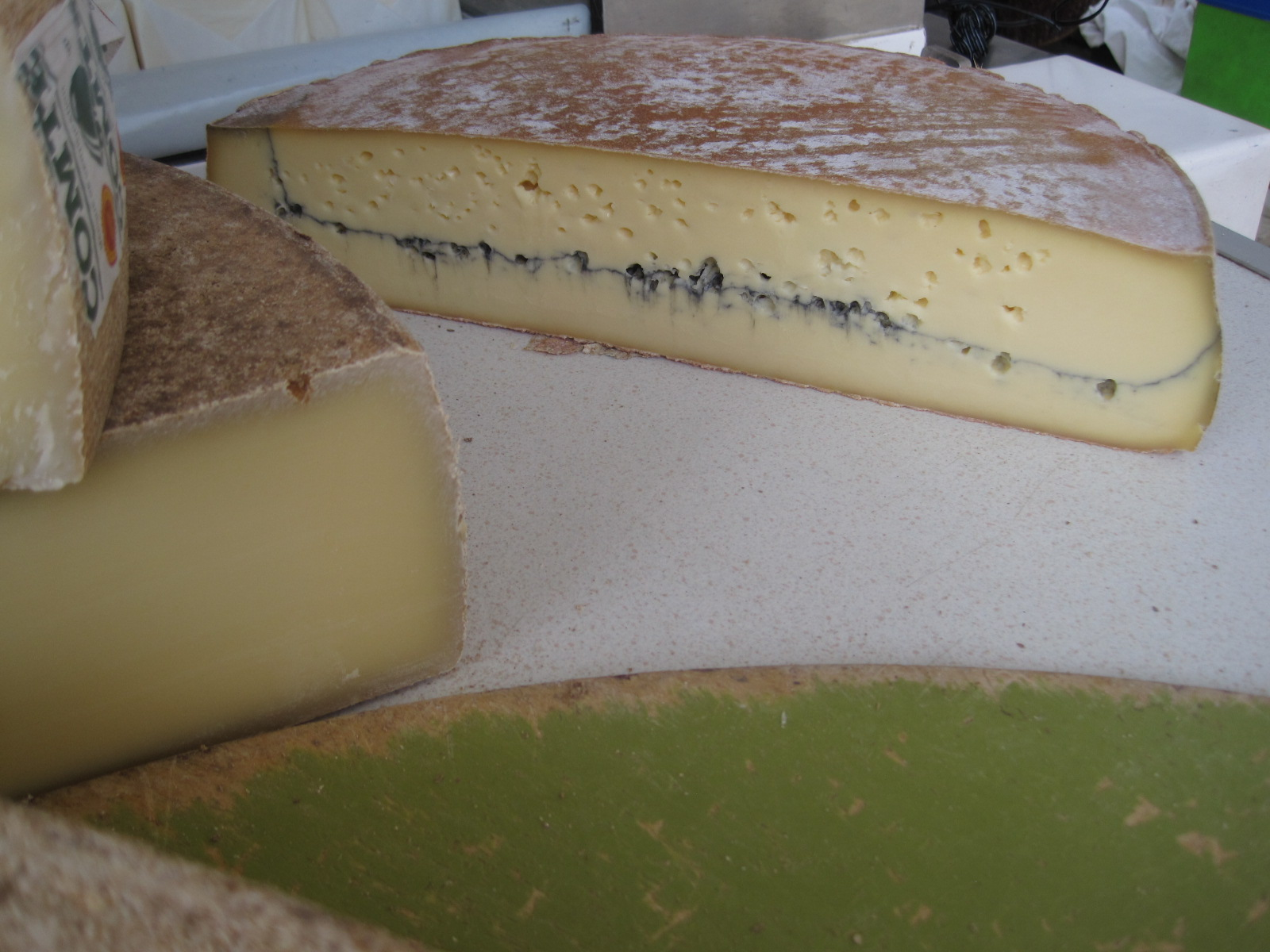
Meule
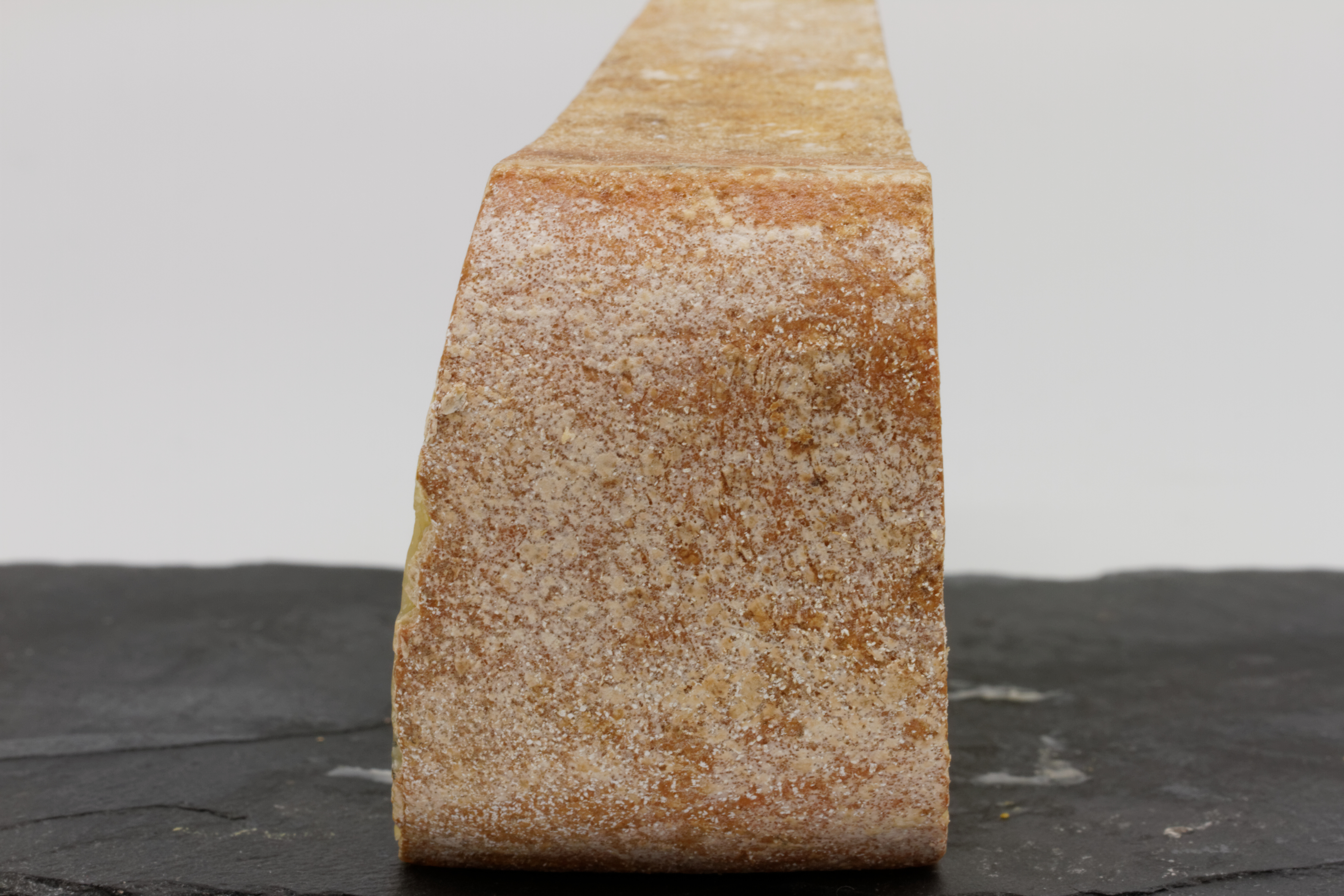
croûte
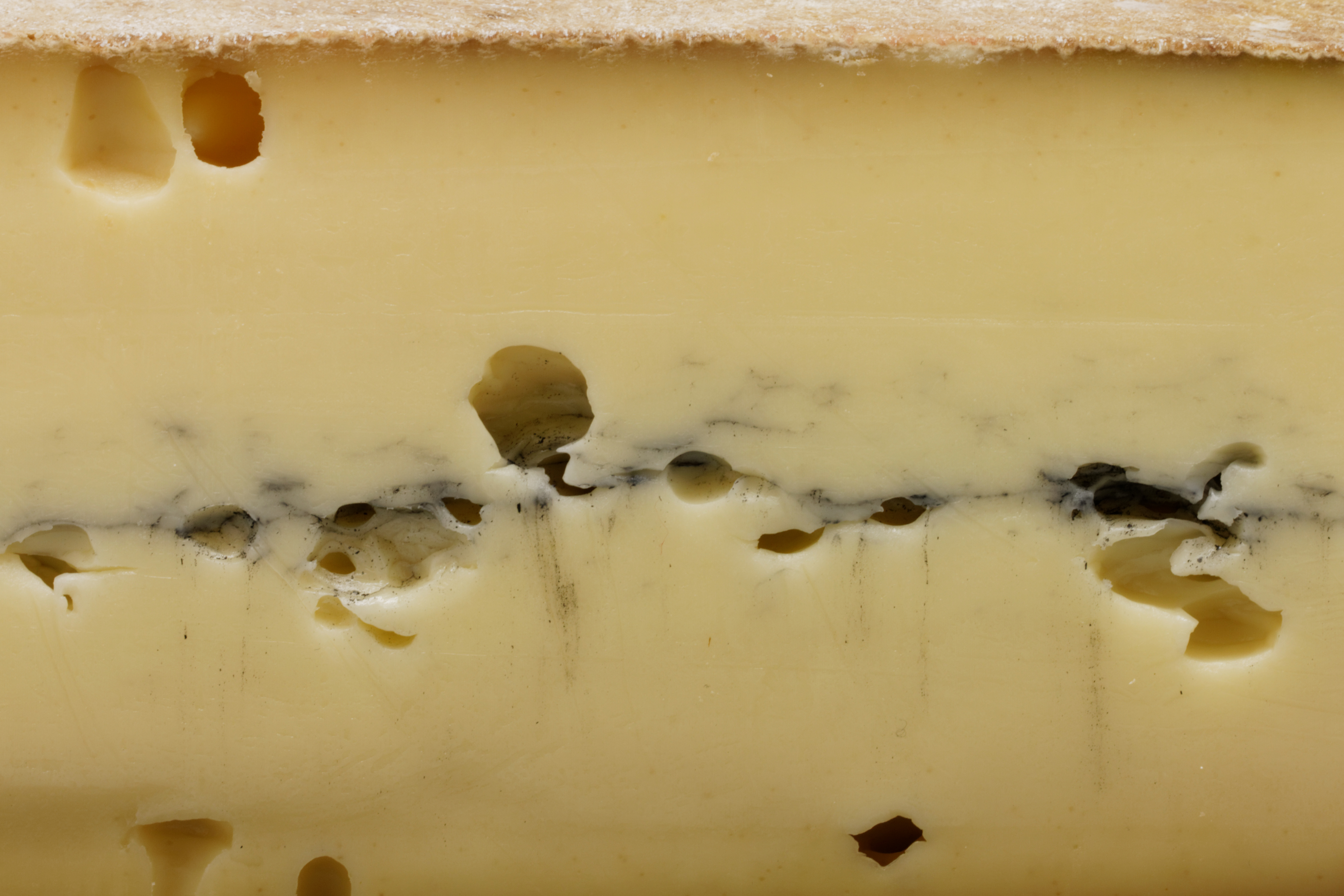
pâte